# Помпаж в трубопроводе
Помпа́ж (фр. pompage) — неустойчивая работа компрессора, вентилятора или насоса, характеризуемая резкими колебаниями напора и расхода перекачиваемой среды. 

## Описание явления помпажа
Помпаж возможен для всех компрессоров кинетического сжатия (осевых, центробежных). При помпаже резко ухудшается аэродинамика проточной части, компрессор не может создавать требуемый напор, при этом, давление за ним на некоторое время остаётся высоким. В результате происходит обратный проброс газа. Давление за компрессором уменьшается, он снова развивает напор, но при отсутствии расхода напор резко падает, ситуация повторяется. При помпаже вся конструкция испытывает большие динамические нагрузки, которые могут привести к её разрушению. Помпаж зачастую связан с явлением гидроудара.

## Антипомпажная защита

Современный антипомпажный клапан. (blow off)

Для обеспечения нормальной работы компрессора и устранения явления помпажа применяются автоматические регуляторы — антипомпажные устройства, которые поддерживают необходимый расход среды:
1. противопомпажные гидравлические регуляторы;
2. пневматические регуляторы;
3. электронные контроллеры.

Регулирование работы компрессора с целью избежания явления помпажа может производиться:
1. перепускным клапаном;
2. сбросным клапаном;
3. дросселированием во всасывающем трубопроводе;
4. поворотом лопаток направляющего аппарата.

Системы защиты автоматически срабатывают в случаях внезапных значительных изменений характеристик нормального технологического режима. Они защищают компрессорные машины и решают двоякую задачу:
1. недопущение работы компрессорной машины в зоне неустойчивой работы (в зоне помпажа);
2. предотвращение помпажа;
3. обеспечение высокой экономической эффективности работы компрессора.

Для защиты от помпажа обычно используется сброс рабочей среды или перепуск с выхода компрессора на его вход в количестве, необходимом для избежания помпажа, для этого в системе антипомпажного регулирования и защиты используются регулирующие или запорно-регулирующие антипомпажные клапаны. 
Современные антипомпажные клапаны имеют высокую скорость хода, которая предотвращает длительное воздействие помпажа на компрессор, а также регулируют поток, что требует не только быстрого полного хода, но также и способности реагировать на изменение уставки быстро и точно.

## Примечание
1. ↑  Костюков, В.Е. Создание многоуровневых информационно-управляющих систем реального времени на основе методов оптимизации и математического моделирования.: Автореф. … дис. д-ра тех. наук. – Н. Новгород, 2008. – 39 с.
2. ↑  Большая Энциклопедия Нефти и Газа. Дата обращения: 27 марта 2012. Архивировано 4 марта 2016 года.